# Buick Excelle
Buick Excelle – samochód osobowy klasy kompaktowej, a następnie klasy miejskiej produkowany pod amerykańską marką Buick w latach 2003–2016 oraz ponownie 2018–2023.

## Pierwsza generacja

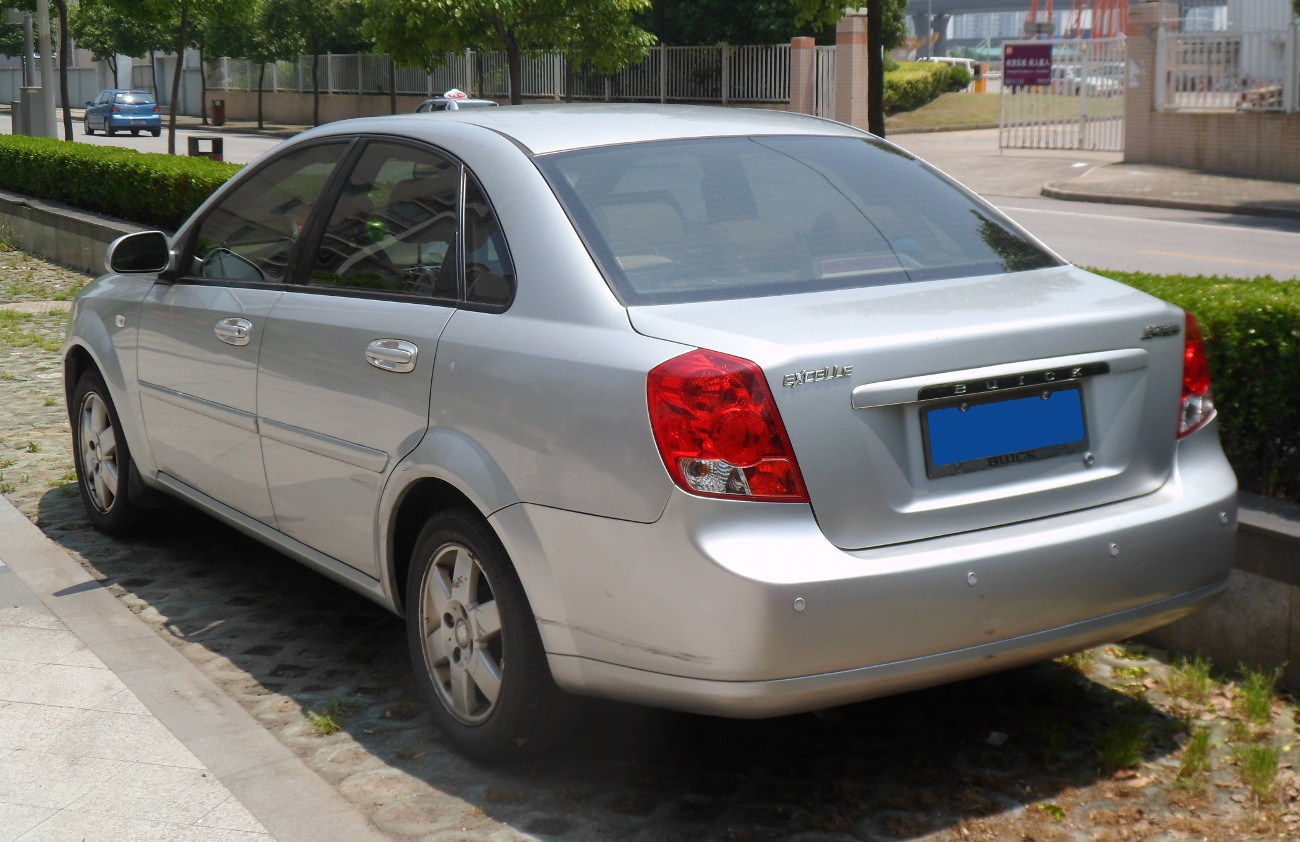
Buick Excelle I - tył

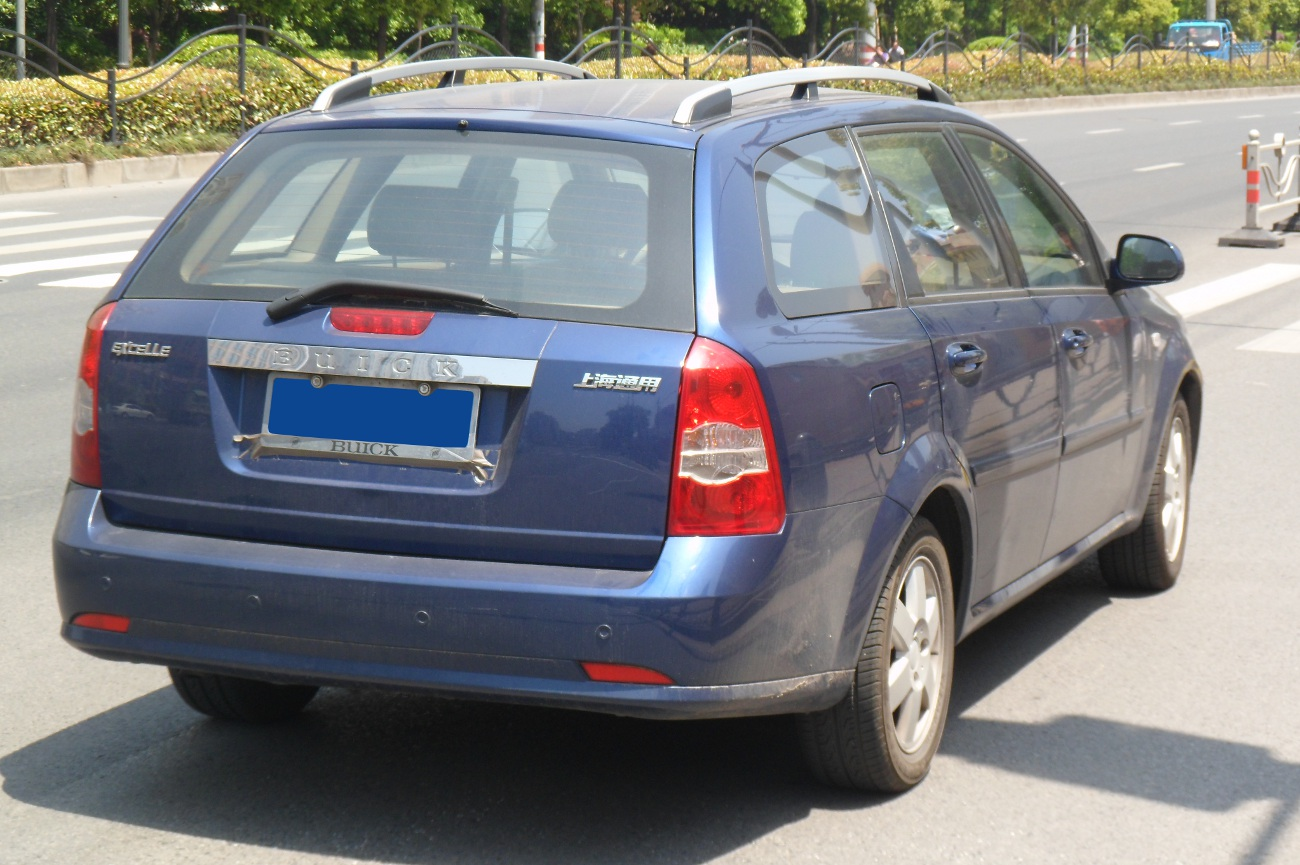
Buick Excelle I Wagon

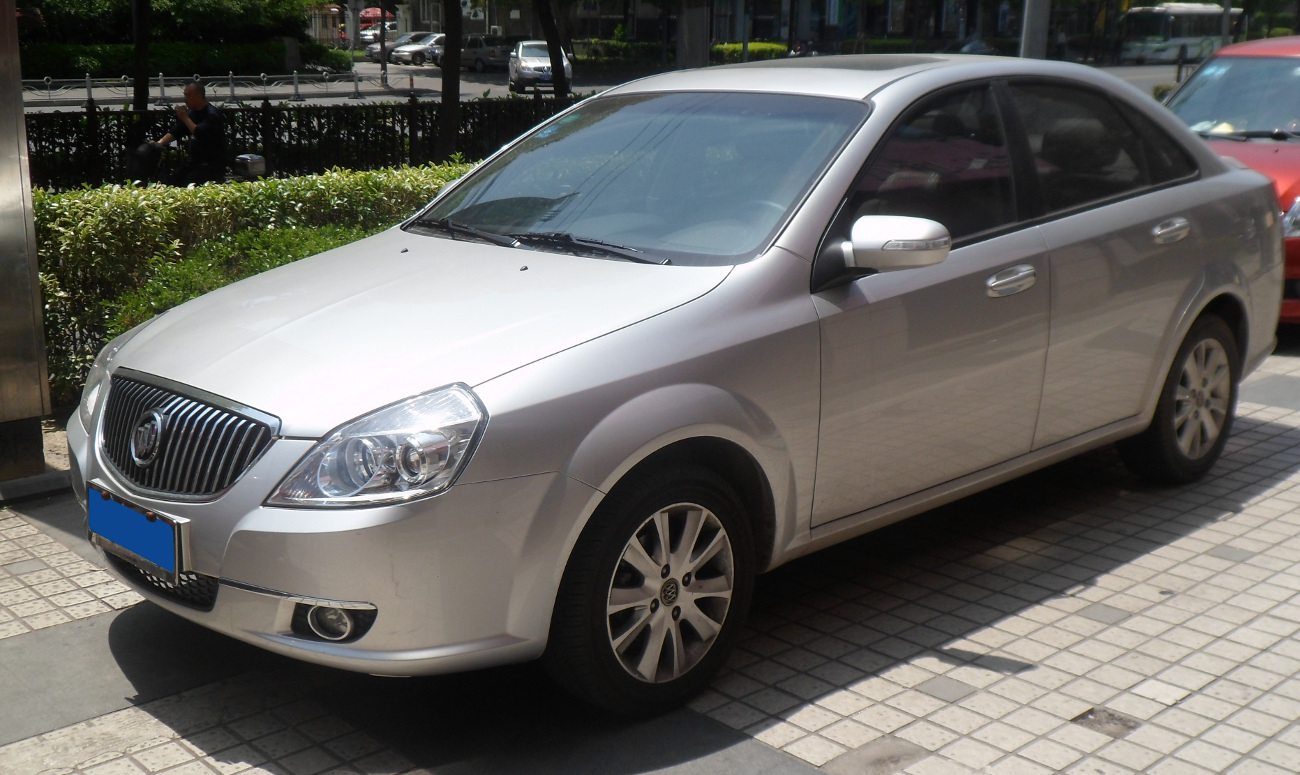
Buick Excelle I po liftingu

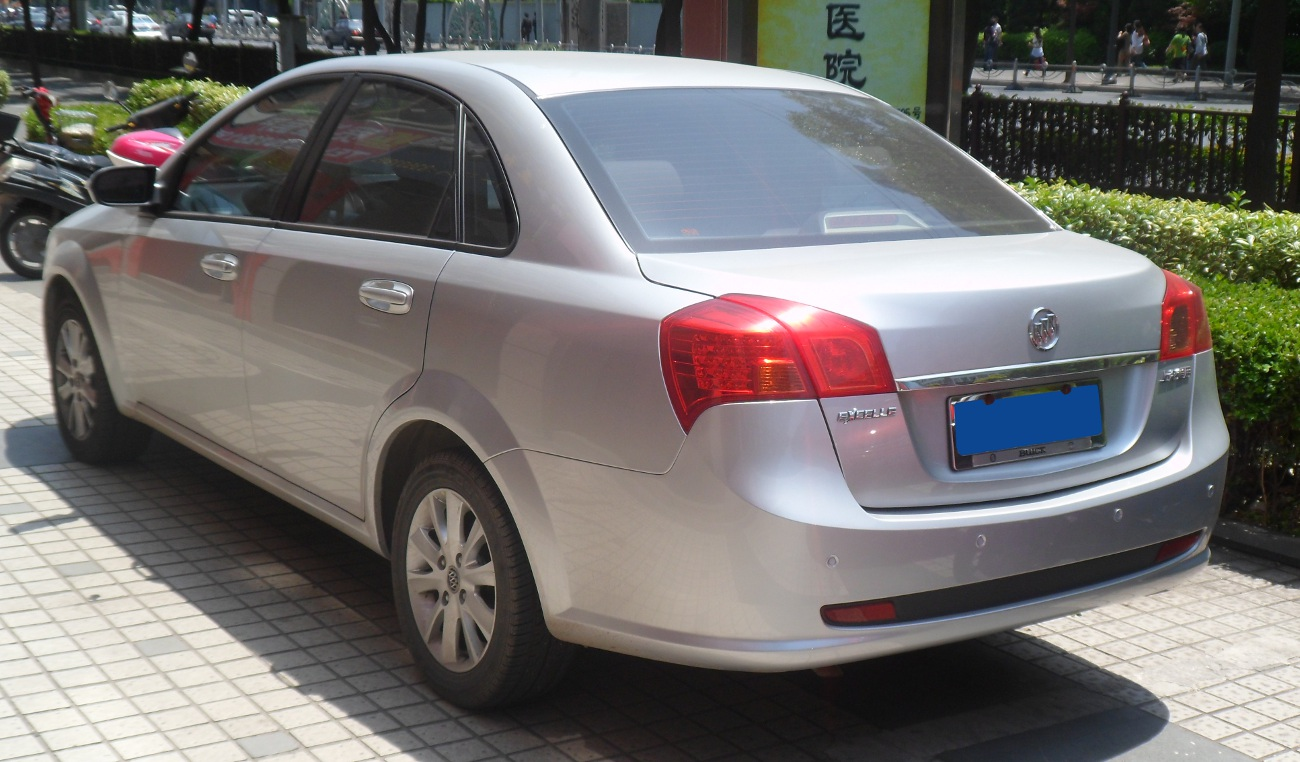
Buick Excelle I - tył po liftingu

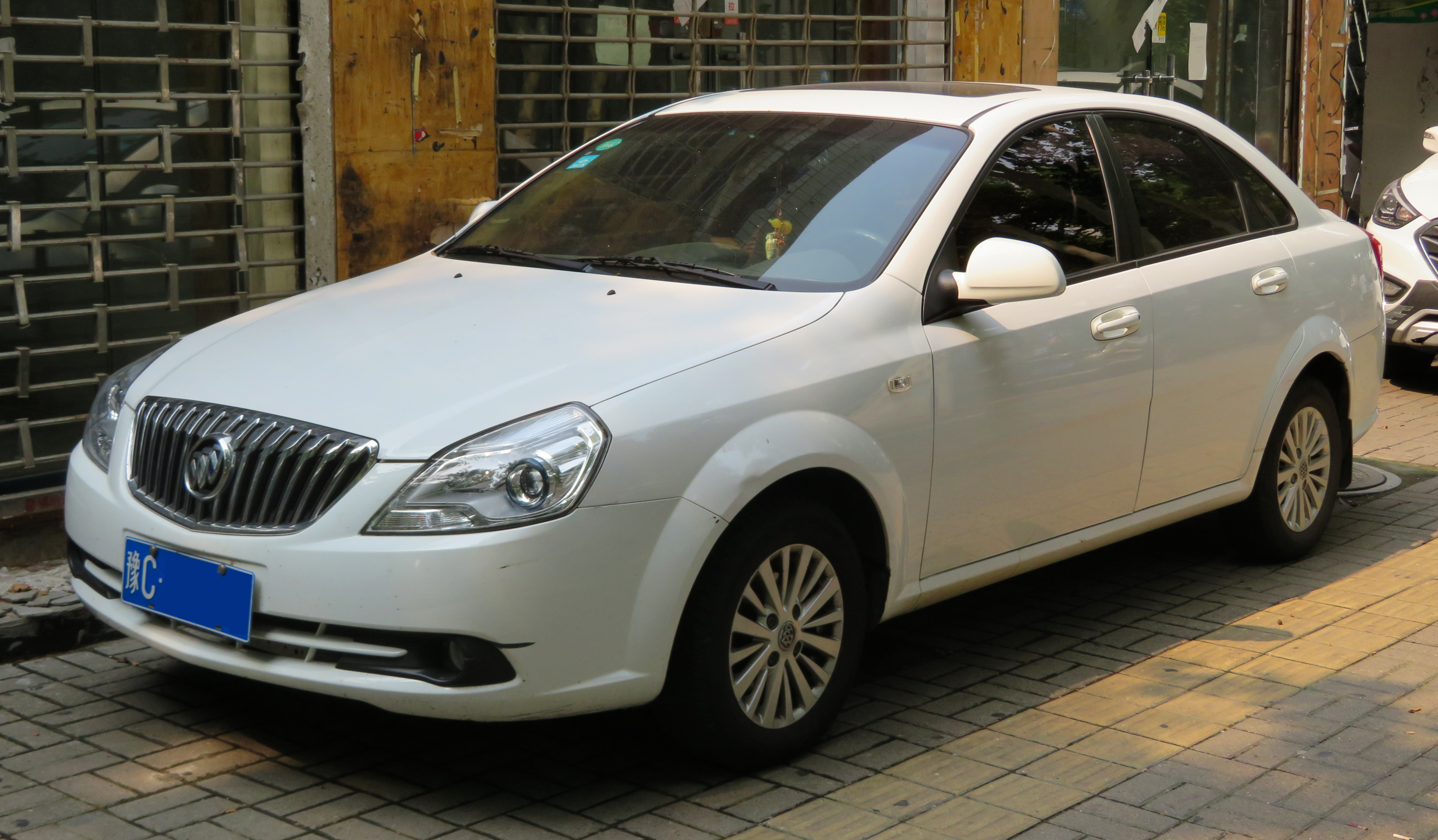
Buick Excelle I po drugim liftingu

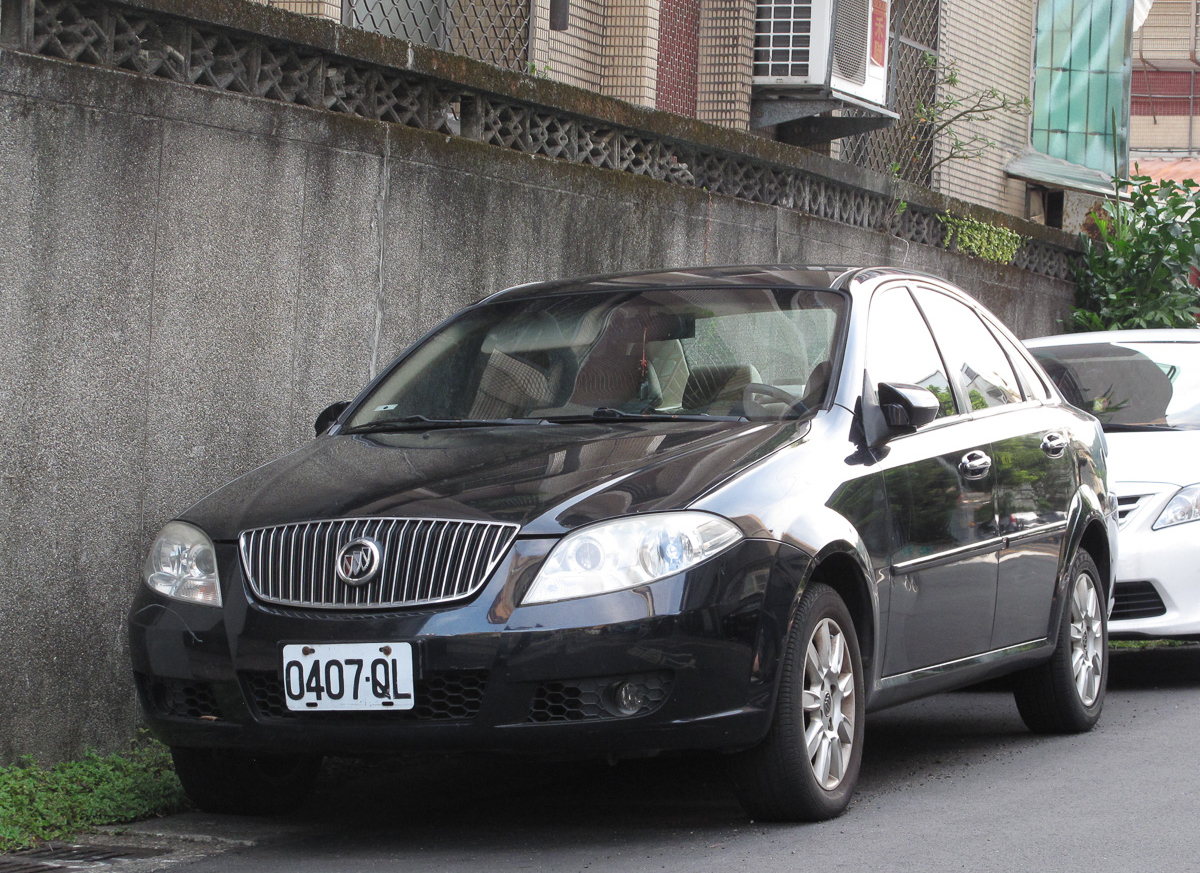
tajwański Buick Excelle

Buick Excelle I został zaprezentowany po raz pierwszy w 2003 roku.
Nazwa Excelle została zastosowana po raz pierwszy na rzecz chińskiego oddziału marki Buick, gdzie nazwano tak lokalną wersję koreańskiej rodziny kompaktowych modeli Chevrolet Lacetii. Samochód trafił na chiński rynek w 2003 roku, różniąc się od Chevroleta innymi wkładami reflektorów i tylnych lamp, a także przemodelowanym zderzakiem - takimi samymi, jakie zastosowano do wyróżnienia australijskiej wersji o nazwie Holden Viva. 
Samochód trafił na rynek początkowo jako 4-drzwiowe sedan, a jeszcze w tym samym roku gamę wariantów nadwoziowych uzupełniły także pozostałe dwie odmiany znane z rynków globalnych w postaci 5-drzwiowego kombi o nazwie Excelle Wagon i 5-drzwiowego hatchbacka Excelle HRV. 
Charakterystyczną cechą wizualną rodziny modelowej Excelle była chromowana listwa na tylnej klapie z szeroko rozstawionym napisem Buick.

### Tajwan
W lutym 2007 roku tajwańskie przedsiębiorstwo Yulon Motors przedstawiło własny wariant Buicka Excelle, który otrzymał zupełnie inną stylizację nadwozia w stosunku do chińskiego pierwowzoru. 
Charakterystyczną cechą został pas przedni z rozłożystymi reflektorami o kanciasto-owalnym kształcie, a także rozległa atrapa chłodnicy zdobiona chromem, upodobniająca tutaj model do większych modeli Buicka. Autorski projekt stylistyczny tajwańskiego Buicka Excelle zyskał także tył, który zyskał inny wygląd lamp tylnych o czerwono-srebrnym kolorze kloszy w jednoczęściowej formie.

### Restylizacje
W kwietniu 2008 roku przedstawiono Excelle po gruntownej modernizacji, którą przeprowadzono specjalnie z myślą o rynku chińskim i nie objęła ona innych bliźniaczych wersji modelu globalnie. Zmieniono wygląd pasa przedniego, gdzie pojawił się inny kształt reflektorów i większa atrapa chłodnicy o trapezoidalnej strukturze zdobionej chromem.
Ponadto, z tyłu pojawiły się dwuczęściowe lampy, a w środku zastosowano zupełnie nowy projekt deski rozdzielczej o bardziej luksusowym charakterze, wyróżniając się masywniejszą konsolą centralną wzbogaconą wyświetlaczem nawigacji satelitarnej. Z gamy wycofano jednocześnie odmiany Wagon i HRV.
W 2013 roku chiński Buick Excelle pierwszej generacji przeszedł drugą restylizację, która przyniosła przeprojektowany zderzak, a także niewielkie korekty w kształcie atrapy chłodnicy i tylnego zderzaka.

### Sprzedaż
Buick Excelle pierwszej generacji był produkowany w Chinach trwała przez 13 lat. Po dwóch restylizacjach, chiński oddział zdecydował się zakończyć produkcję modelu w sierpniu 2016 roku. Łącznie przez cały okres obecności Excelle na rynku wyprodukowano ponad 2,68 miliona sztuk pojazdu.

### Silniki
- R4 1.5 L2B
- R4 1.6 F16D3
- R4 1.8 T18SED

### Excelle HRV

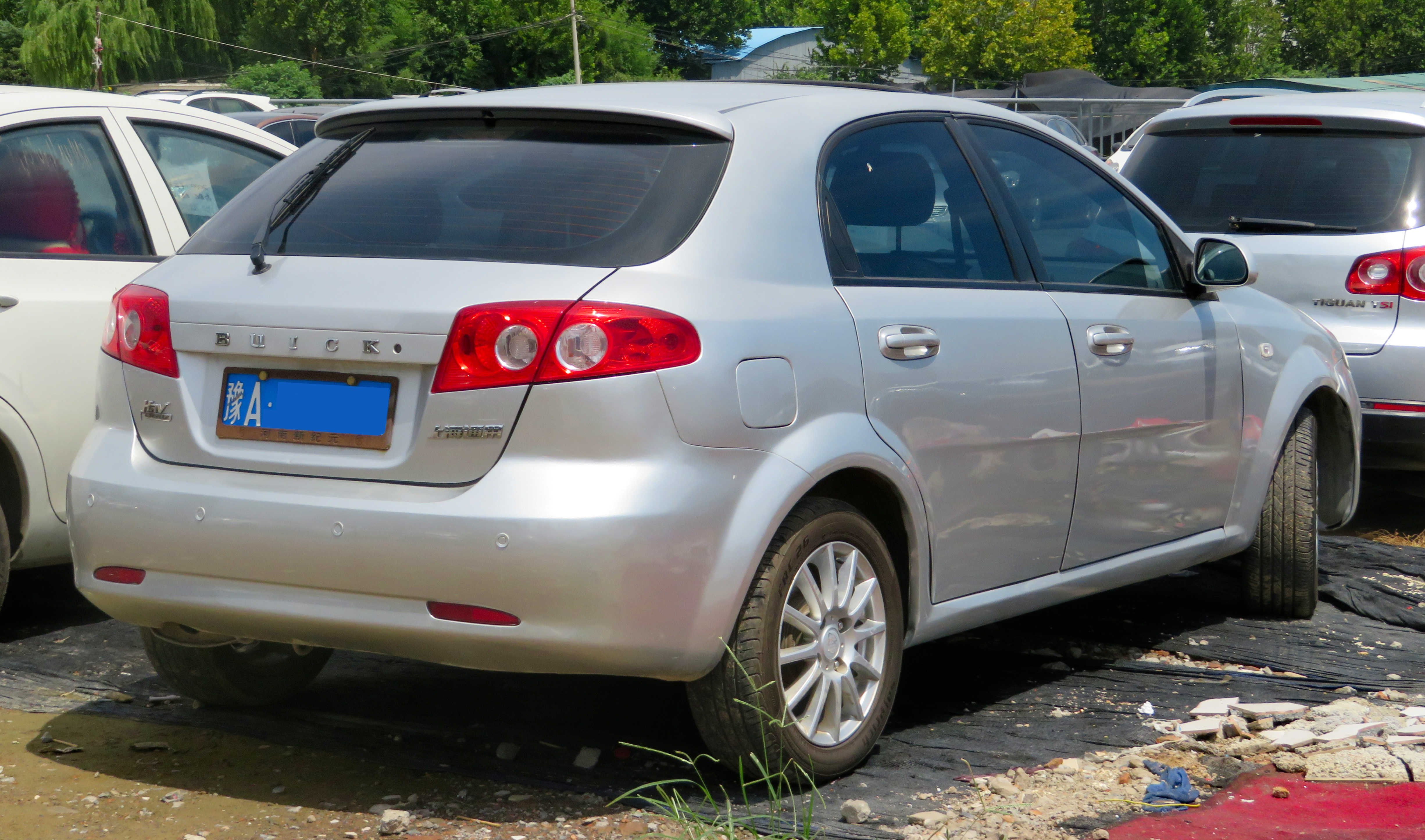
Buick Excelle HRV - tył

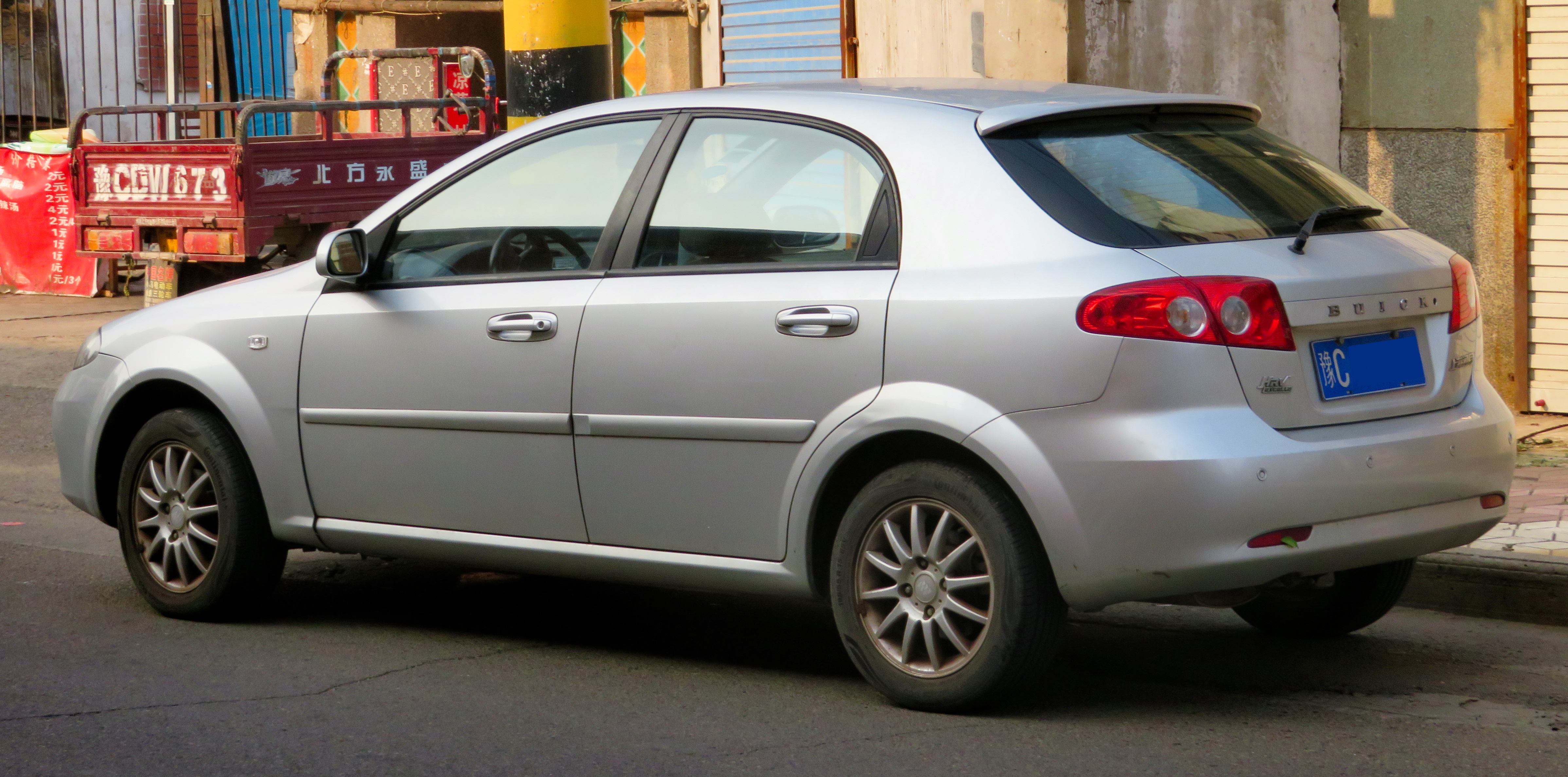
Buick Excelle HRV - sylwetka

Buick Excelle HRV został zaprezentowany po raz pierwszy w 2003 roku.
W 2003 roku, równolegle z premierą Excelle w wersji sedan i kombi, chiński oddział Buicka zdecydował się poszerzyć lokalną ofertę o odmianę hatchback, która zyskała przydomek HRV. 
Samochód był produkowany lokalnie w zakładach Shanghai-GM w Szanghaju, będąc identycznym modelem z koreańskim Chevroletem Lacetti z wyjątkiem innej atrapy chłodnicy oraz oznaczeń producenta. Produkcję zakończono w 2008 roku. Następcą został przedstawiony dwa lata później nowy model Excelle XT, zbudowany tym razem na bazie modelu Opla.

### Silniki
- R4 1.5 L2B
- R4 1.6 F16D3
- R4 1.8 T18SED

## Druga generacja

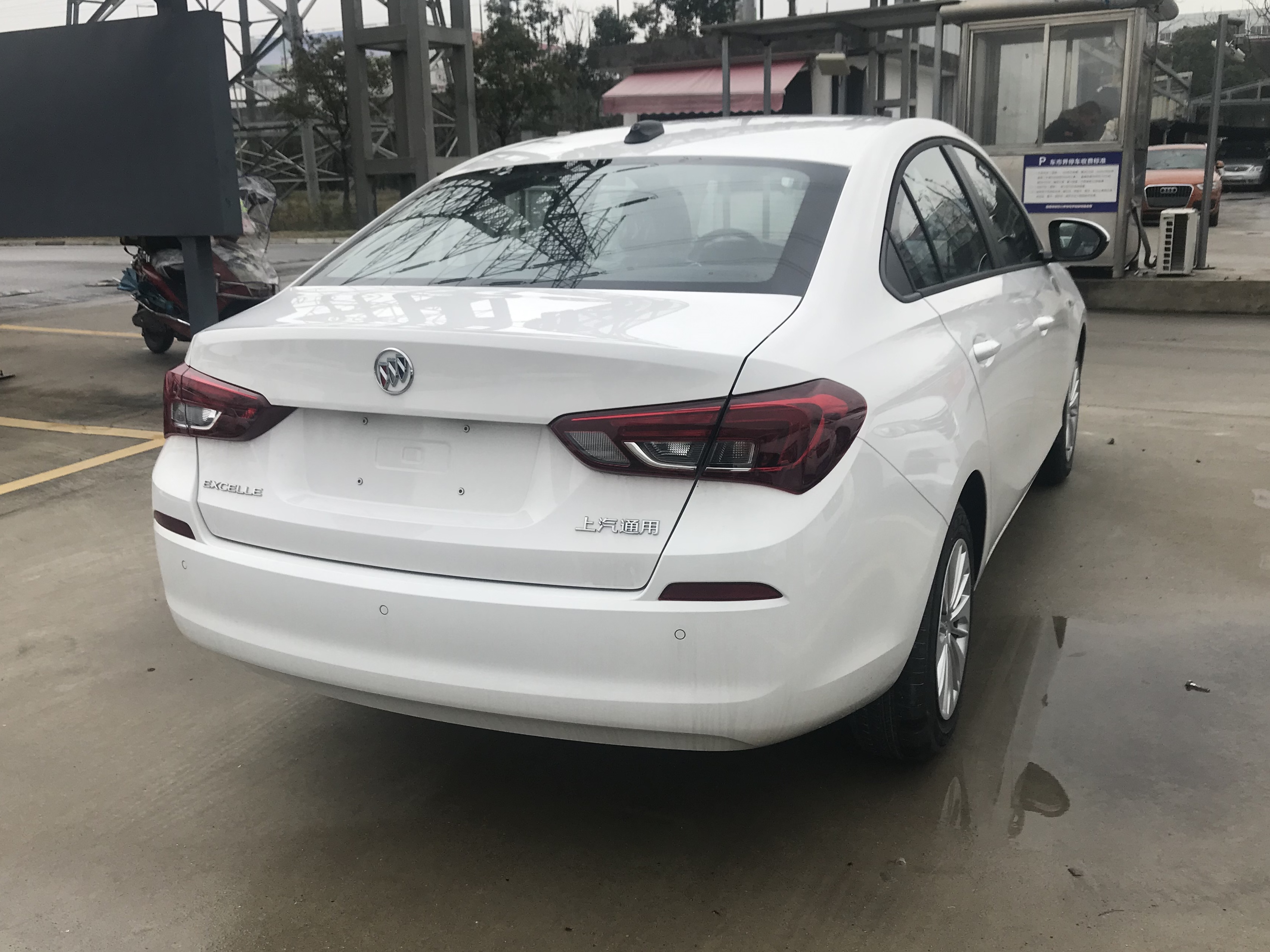
Buick Excelle II - tył

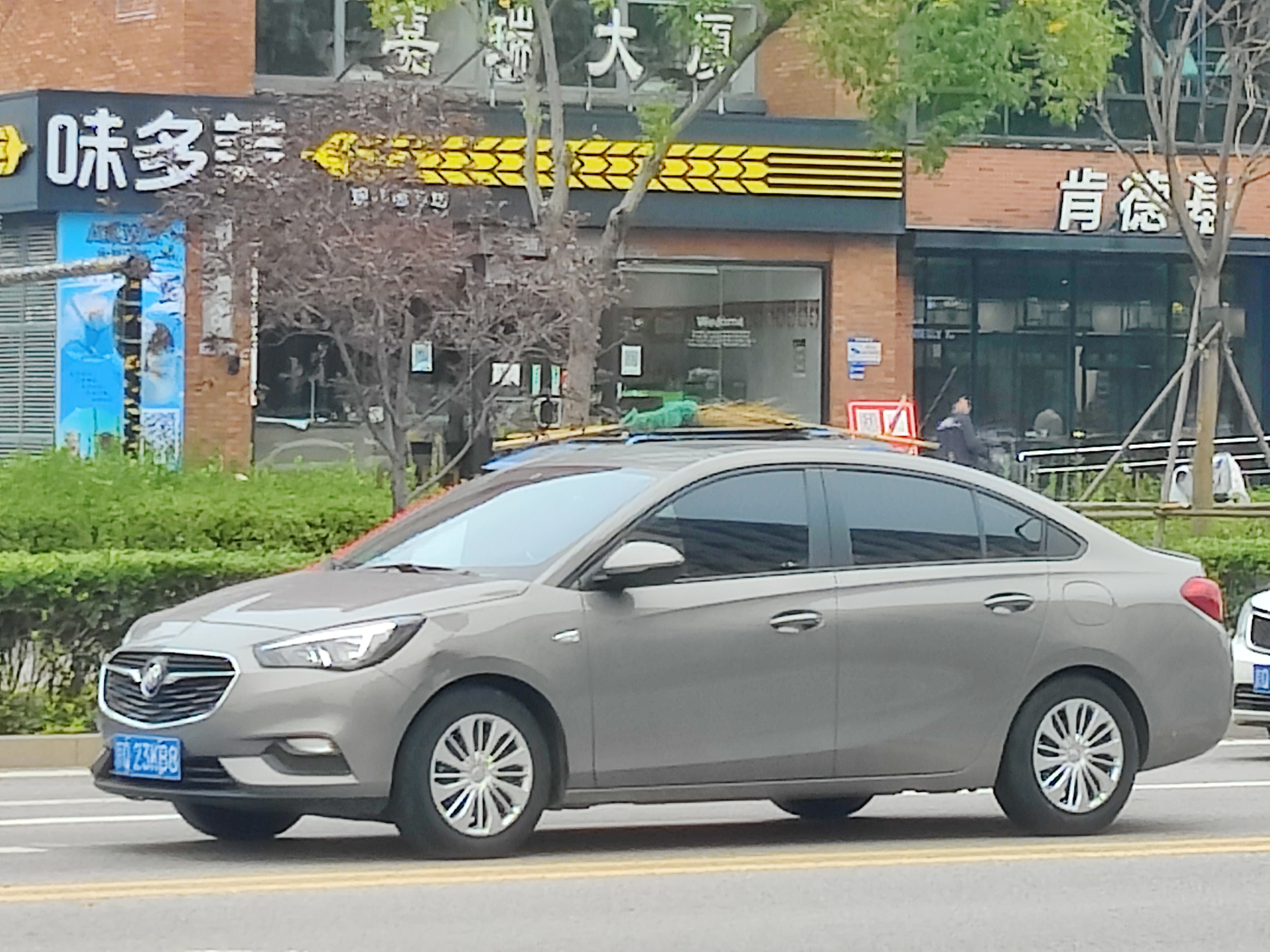
Buick Excelle II w ruchu

Buick Excelle II został zaprezentowany po raz pierwszy w 2018 roku.
Samochód powstał pierwotnie w formie hatchbacka jako nowa, szósta generacja europejskiego Opla Corsy, która miała zadebiutować w połowie 2017 roku. Z powodu przejęcia w międzyczasie Opla przez francuski koncern PSA Peugeot Citroen, gotowy projekt nowej Corsy zbudowany jeszcze przez General Motors został anulowany, przez co w całości do produkcji wdrożyła go inna, pozostała marka GM – chiński oddział Buicka.
Pod postacią Excelle drugiej generacji, samochód trafił na rynek w lipcu 2018 roku, przywracając do użytku nazwę Excelle po dwuletniej przerwie. W chińskiej ofercie Buicka druga generacja Excelle przyjęła postać mniejszego, miejskiego sedana, który uplasował się poniżej modelu Excelle GT. 
Pod kątem wizualnym samochód wyróżnił się wysoko osadzonymi, rozłożystymi reflektorami, a także szpiczastą atrapą chłodnicy zdobioną chromem. Pas przedni przyozdobiło łukowate przetłoczenie, a kabinę pasażerską przyozdobiono mieszanką imitacji drewna i lakieru fortepianowego.

### Silnik
- R3 1.3l EcoTec